# Агапов, Борис Николаевич (политик)
Бори́с Никола́евич Ага́пов (род. 6 февраля 1946, Бахарден, Ашхабадская область) — российский государственный и политический деятель, военный.

## Биография

### Образование
- 1967 год — окончил Высшее пограничное командное училище КГБ при Совете Министров СССР
- 1973 год — окончил Дальневосточный государственный университет
- 1978 год — окончил Военную академию им. М. В. Фрунзе

### Военная карьера
С 1963 по 1993 год проходил службу на различных офицерских должностях в частях пограничных войск в Среднеазиатском и других пограничных округах.
В 1984 году находился в Афганистане.
С 1987 по 1989 год — заместитель командующего пограничным округом.
С 1989 по 1991 год занимался вопросами охраны государственной границы СССР с Афганистаном.
С 1991 по 1993 год — заместитель главнокомандующего пограничными войсками СССР — начальник Главного оперативного управления пограничных войск.

### Политическая карьера
С марте 1993 года вице-президент Республики Ингушетия.
В 1994 году избран вице-президентом Ингушетии в паре с президентом Р. С. Аушевым, и занимал этот пост до июля 1997 года.
С 9 июня 1997 года по 8 июня 1998 года — Заместитель Секретаря Совета Безопасности Российской Федерации.
С 4 июля 1997 года — член Федеральной комиссии по проблемам Чеченской Республики
С 1 августа 1997 года — член научного совета при Совете Безопасности Российской Федерации.
С 29 января 1998 года — заместитель председателя Временной межведомственной комиссии Совета Безопасности Российской Федерации по проблемам развития Чеченской Республики и нормализации обстановки в Северо-Кавказском регионе.
С июня 1998 года — заместитель Исполнительного секретаря СНГ.
С декабря 1998 года — сопредседатель ОПОД «За равноправие и справедливость» (РиС).
С 19 февраля 2002 года по 12 октября 2005 года — член Совета Федерации Федерального Собрания Российской Федерации — представитель от исполнительного органа государственной власти Республики Алтай (Глава Республики Алтай —Михаил Иванович Лапшин).
С 13 марта 2002 года — член Комитета Совета Федерации по судебно-правовым вопросам (29 марта 2002 года Комитет был преобразован в Комитет Совета Федерации по правовым и судебным вопросам).
С 12 октября 2005 года — член Совета Федерации Федерального Собрания Российской Федерации — представитель от исполнительного органа государственной власти Сахалинской области. Заместитель председателя Комиссии Совета Федерации по взаимодействию со Счетной палатой Российской Федерации, член Комитета Совета Федерации по правовым и судебным вопросам и член Комиссии Совета Федерации по контролю за обеспечением деятельности Совета Федерации.

## Награды
- Орден «За службу Родине в Вооружённых Силах СССР» I степени (24.05.1989) — один из 13 награждённых орденом «За службу Родине в ВС СССР» I степени — самым редким орденом СССР.
- Орден «За службу Родине в Вооружённых Силах СССР» II степени (4.03.1988)
- Орден «За службу Родине в Вооружённых Силах СССР» III степени (14.02.1977)
- Медаль Жукова (1997 год)
- Медаль «В память 850-летия Москвы» (1997 год)
- Медаль «В ознаменование 100-летия со дня рождения Владимира Ильича Ленина» (1970 год)
- Медаль «За отличие в охране государственной границы СССР» (1975 год)
- Медаль «Двадцать лет победы в Великой Отечественной войне 1941—1945 гг.» (1966 год)
- Медаль «Ветеран Вооружённых Сил СССР» (1989 год)
- Медаль «50 лет Вооружённых Сил СССР» (1967 год)
- Медаль «60 лет Вооружённых Сил СССР» (1978 год)
- Медаль «70 лет Вооружённых Сил СССР» (1988 год)
- Орден «За заслуги» (Ингушетия, 26 июля 1997 года) — за большие заслуги в становлении и развитии государственности Республики Ингушетия[8]